# Carole Jury
Carole Jury (* 1. července 1975, Oullins) je současná francouzská fotografka a abstraktní malířka.

## Životopis
Narodila se 1. července 1975 v Oullins poblíž Lyonu ve Francii do farmářské rodiny a žije v Princetonu v New Jersey ve Spojených státech. Jako malířka a fotografka ve svém tvůrčím procesu kombinuje oba výrazové prostředky.
Od mladého věku Carole Jury projevovala velký zájem o umění a vše, co je s ním spojené, aniž by si představovala, že jednoho dne z něj udělá své povolání. Absolvovala magisterské studium v oboru sociologie (Université Lumière-Lyon-II) a magisterský titul v oboru organizace a řízení lidských zdrojů (IGS-RH Lyon), téměř patnáct let pracovala ve Francii v oblasti lidských zdrojů a komunikace.
Carole Jury začala měnit svůj profesionální život v roce 2014, kdy se přestěhovala do Princetonu v New Jersey se svým manželem Kamelem Ramdanim a třemi dětmi. Jakmile Francouzka přijela do Spojených států, začala se věnovat umění profesionálně. „Důležité je pouze uznání talentu nebo produktivity“, zdůrazňuje Carole Jury, která se rozhodla žít naplno ze své vášně zahájením kariéry malířky.
Carole Jury, ovlivněná Pierrem Soulagesem, miluje textury i odrazy světla. Její tvorba obvykle vychází z jedné z jejích fotografií, kterou převádí do abstraktní malby. Carole Jury si hraje s reliéfy, pohyby, barevnými nuancemi a zářivostí. Pracuje hlavně s olejovými barvami, které nanáší nožem, špachtlí nebo jinými předměty každodenního života. Ráda také kombinuje různé materiály a vytváří svá díla na plátně nebo hliníku, přičemž někdy využívá kov, kůži nebo látky.
Carole Jury pravidelně vystavuje ve Spojených státech a Evropě. Její tvorba je přítomna v soukromých sbírkách, uměleckých centrech a galeriích. Umělkyně se také účastní řady skupinových nebo osobních výstav na největších mezinárodních veletrzích umění: Art Miami, World Art Dubai nebo Scope.
V roce 2020 byla její práce Lagoon vybrána jako oficiální plakát Muzejního týdne, celosvětové akce pořádané od roku 2014, během níž muzea a kulturní instituce z celého světa prakticky otevírají své brány na všech sociálních sítích.
Její láska k interiérovému designu a potřeba vizualizovat své umělecké úspěchy ve vesmíru ji dále přiměly k úzké spolupráci s interiérovými designéry na vývoji zakázkových děl a stala se rezidentním umělcem v obchodu s nábytkem v Princetonu a Los Angeles.
Carole Jury je také u zrodu umělecké skupiny žen Women Artists from France to Usa spočívající v setkání francouzských umělkyň, které chtějí objevit svůj vlastní tvůrčí přístup prostřednictvím putovních výstav a nabídnout návštěvníkům odlišný umělecký zážitek.

## Díla
Její pilotní cykly nesou názvy: La Vie en Rose, Flying Kite, Sweet Darkness, Vegetals, Closer to Heaven, Dark Sea a Music in Fall.

### Létající drak

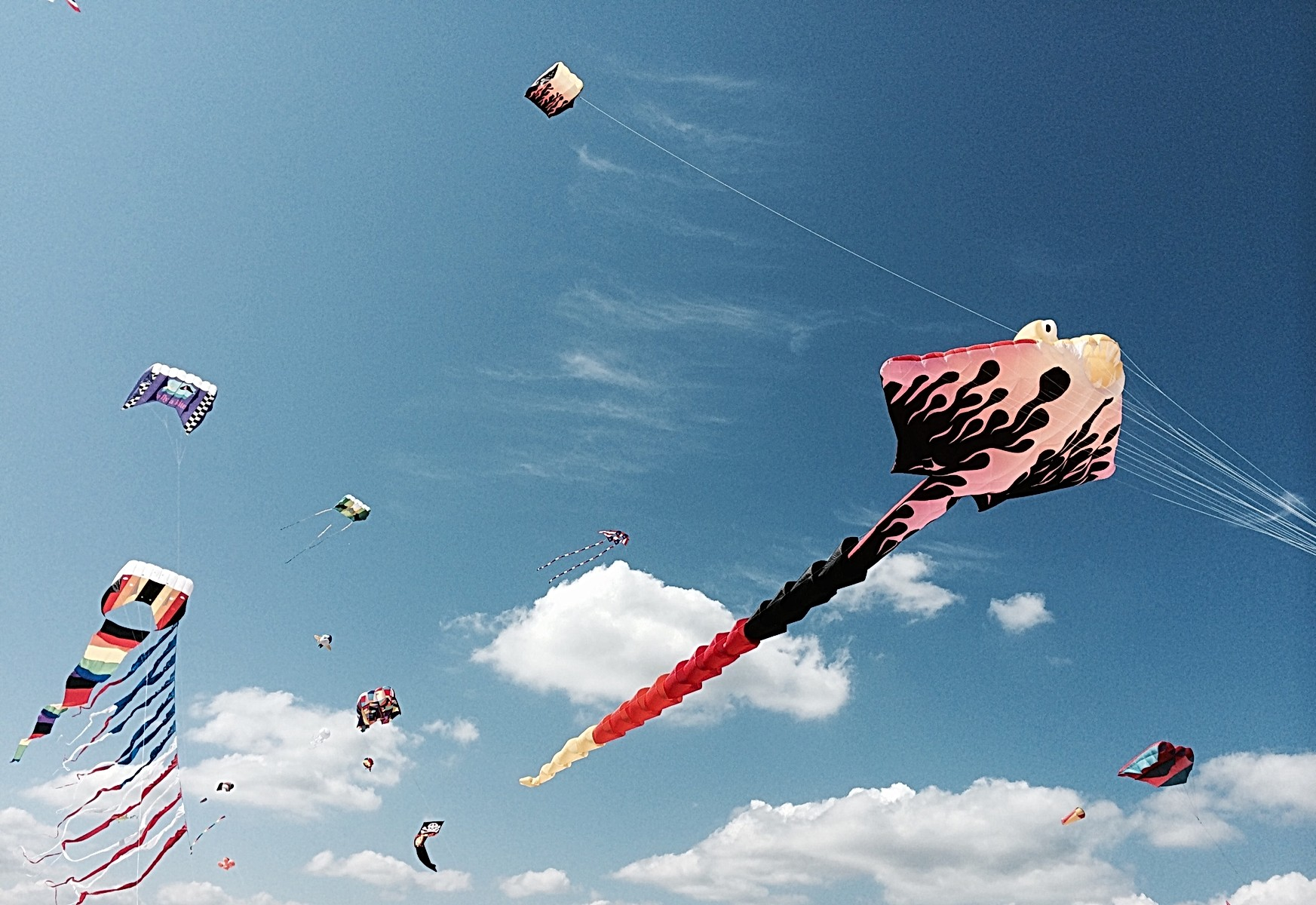
alt = Foto inspirace
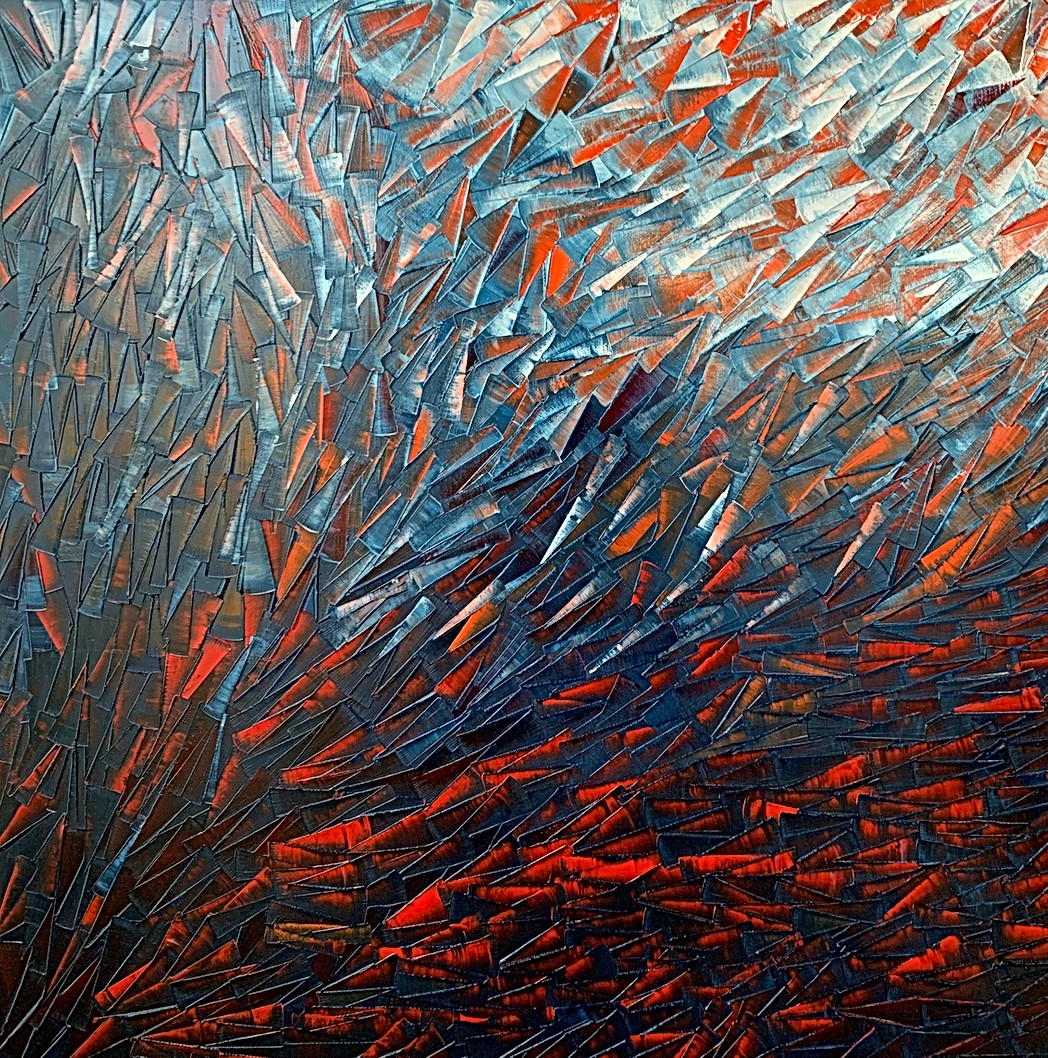
alt = olejomalba (24 palců x 24 palců)
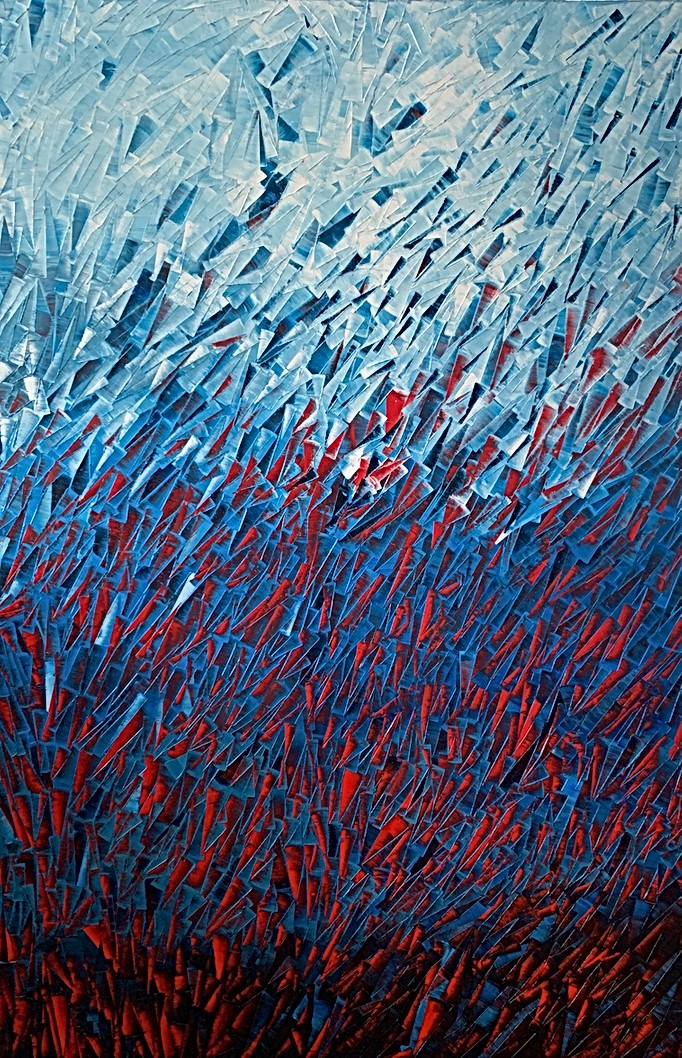
alt = olejomalba (40in x 60in)

### Never Forget

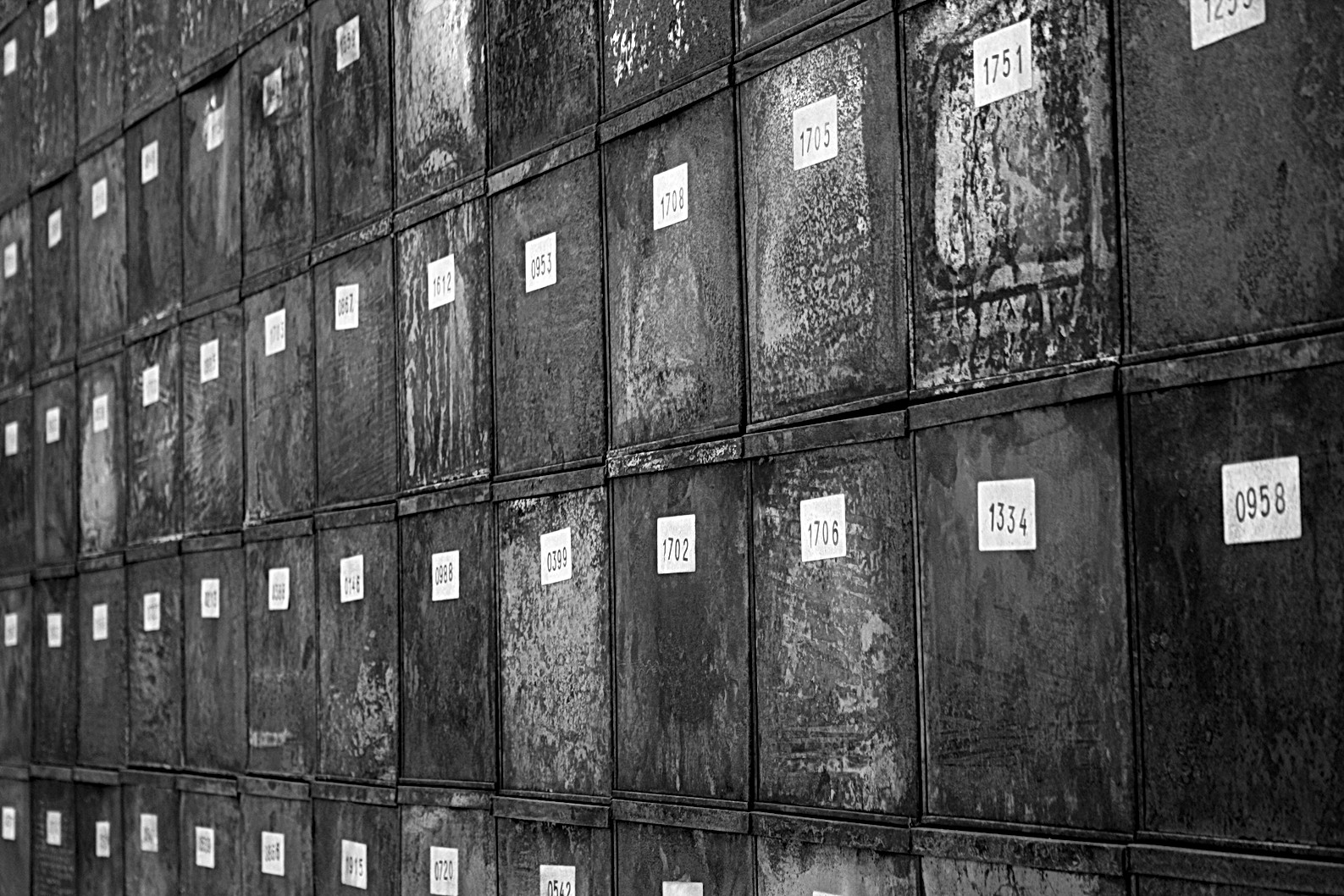
alt = Nikdy nezapomeňte na inspiraci ze série
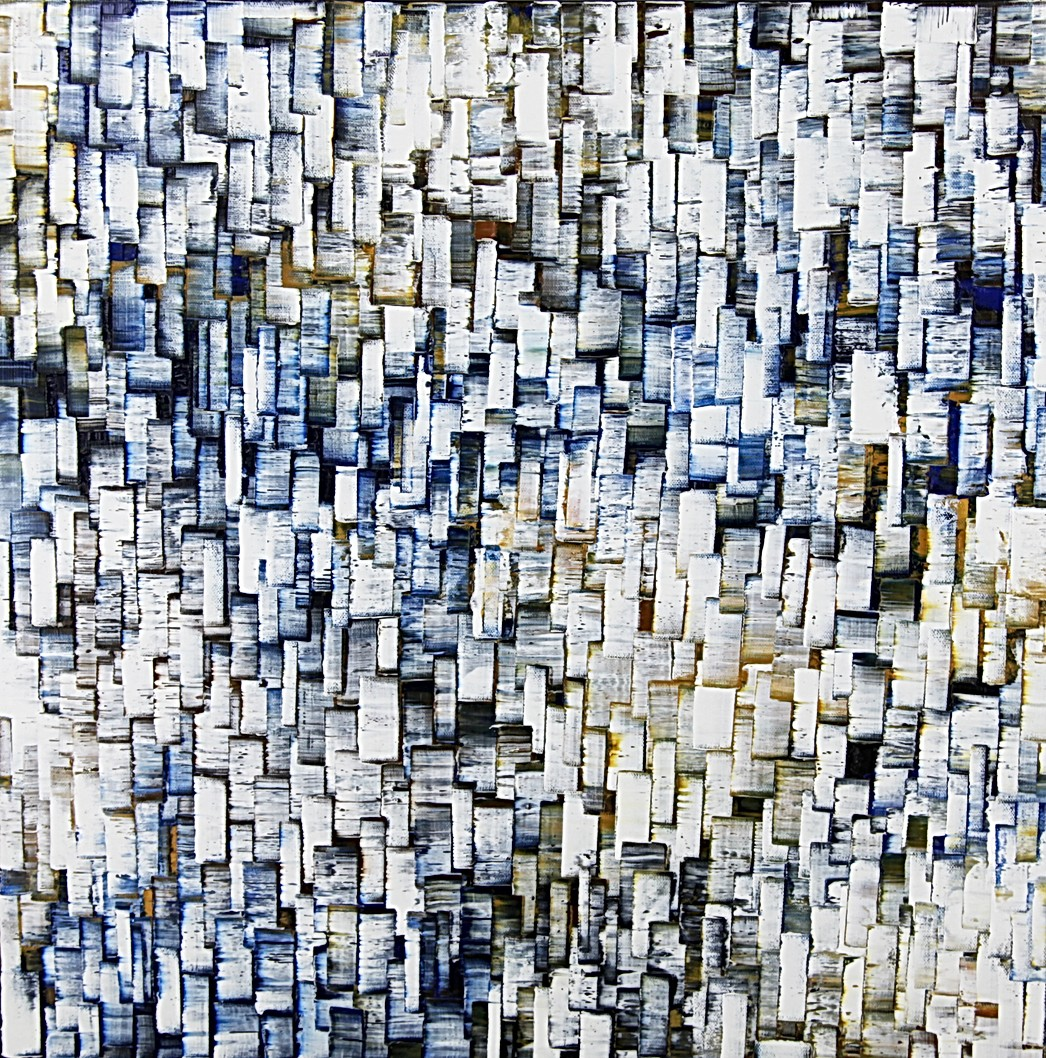
alt = Nikdy nezapomenout na seriál 24x24
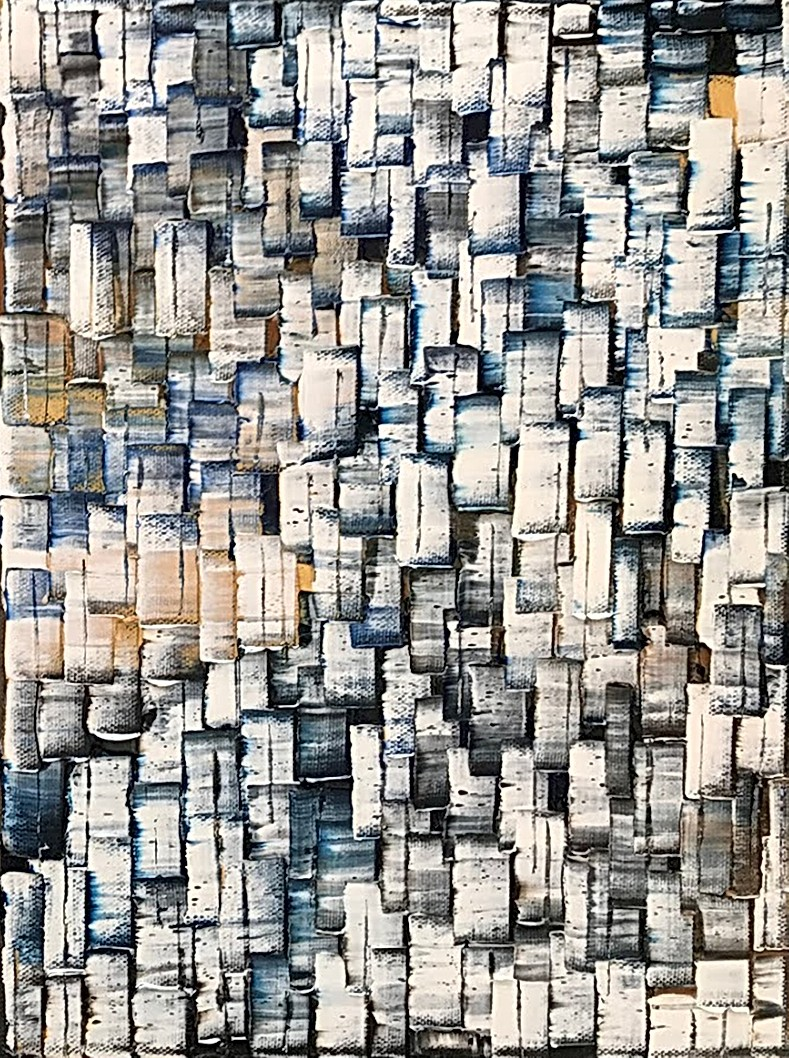
alt = Nikdy nezapomenout na sérii 9x12

### La Vie en Rose

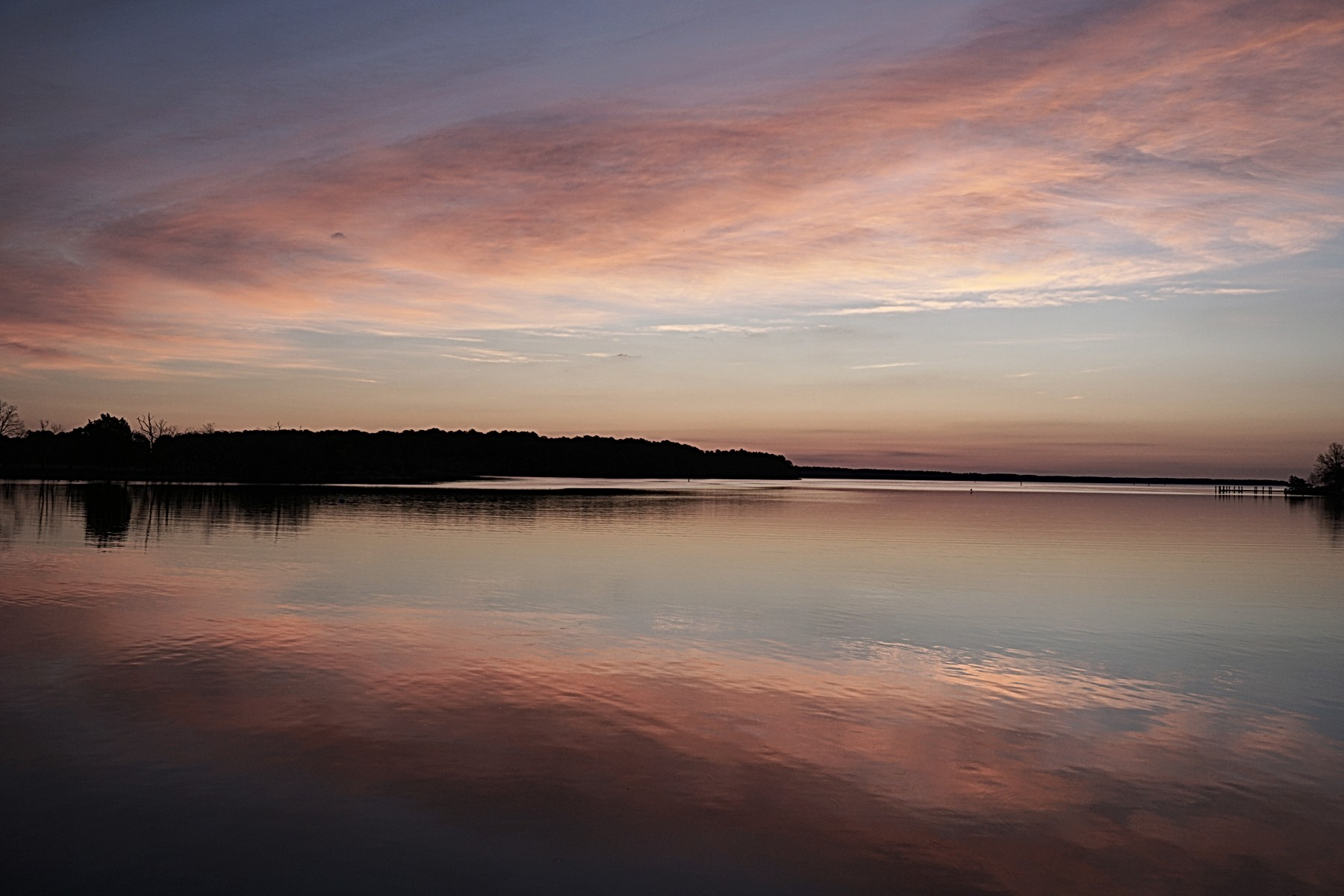
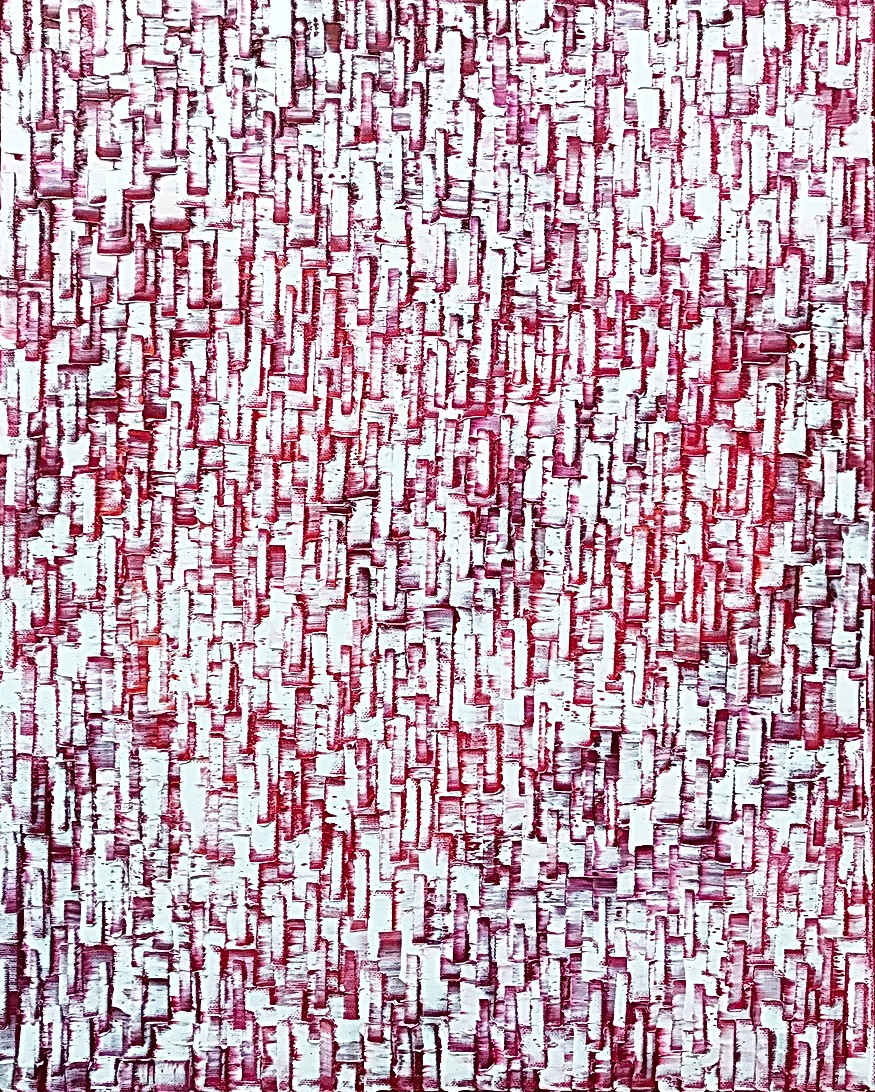
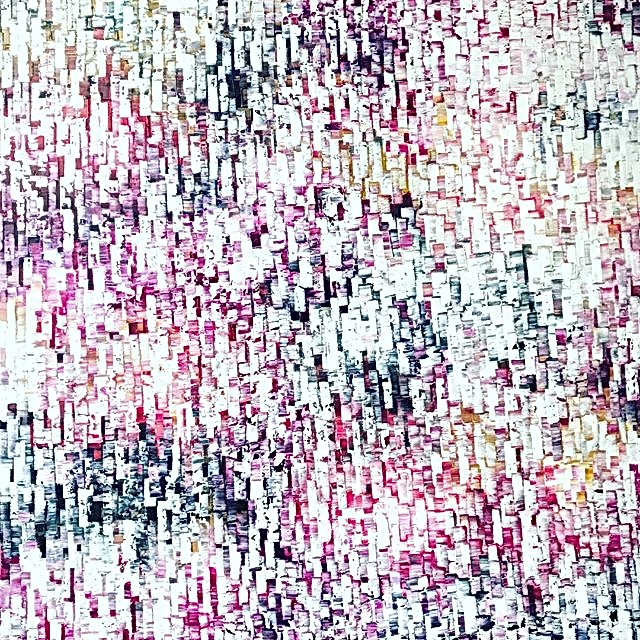

## Výstavy

### Společné výstavy
2020
- Built Environment, West Windsor Arts Council, New Jersey
- Mezinárodní den žen, BoConcept, Los Angeles

2019
- Společně jsme umění, Life Project 4 Youth, New York
- Itinerancy # 02 by Women Artists from France to USA, Gallery des Artistes, New Hope, Pennsylvania
- Žádná pravidla, ESKFF, New Jersey
- 3 ženy z Paříže do New Yorku, Galerie JPHT, Paříž
- Artrooms Fair London, Londýn

2018
- Gallery des Artistes, New Hope, Pennsylvanie
- Together we art, Life Project 4 Youth, New York

2017
- Dialogue, Azart Gallery, New York
- Les Marinières, French Wink, New York

### Samostatné výstavy
2019
- Beauty in the blend, BoConcept, New Jersey
- Annual Member Exhibition, Arts Council of Princeton, Princeton, New Jersey
- Spectrum Gestalt 6, bG Gallery, Santa Monica, Californie
- New Hope, Pennsylvanie
- #Tell me more, Gallery des Artistes, New Hope, Pennsylvanie
- Oil & Mix media exhibition, Alfa Art Gallery, New Brunswick, New Jersey

2018
- Art Sale, Garden State Watercolor Society, Princeton, New Jersey
- Annual Member Exhibition, Arts Council of Princeton, Princeton, New Jersey
- Spectrum Gestalt 5, bG Gallery, Santa Monica, Californie
- Art on Lark, Anna Wettergreen, Albany Center Gallery, Albany, New York
- La vie en Rose, Gallery des Artistes, New Hope, Pennsylvanie
- 2017 Retrospective, Princeton University, Princeton, New Jersey

2017
- Made In France, French Wink, New York
- Clio Art Fair, Alessandro Berni Gallery, New York
- ASID – The Science of Design, Jersey City, New Jersey
- Dark Sea, French Wink, New York
- Spring Art Walk, Marie-Catherine Glaser, FIAF Montclair, New Jersey
- French Art exhibit, Raleigh, Caroline du Nord, Houston, Texas, Washington D.C.

2016
- When Art meets Luxurious Furniture, BoConcept, New Jersey

### Mezinárodní veletrhy umění
2019
- Aqua Art Miami, Miami Beach, représentée par Alessandro Berni Gallery, New York
- Texas Contemporary, Houston, Texas, représentée par Margo Gallery, New York
- World Art Dubai, Dubaï, représentée par Alessandro Berni Gallery, New York

2018
- Contemporary Venice (Současné Benátky), ITSLIQUID International Art Show, Benátky
- Aqua Art Miami, Miami Beach, zastoupená Alessandro Berni Gallery, New York
- International Art Festival, New York
- Scope, New York, zastoupená společností Azart Gallery, New York

2017
- Scope, Miami Beach, zastoupená Azart Gallery, New York

### Umělecká vystoupení
2019 – 2018 – 2017
- Art Performance, Daler-Rowney, Bracknell, Velká Británie
- Art Performance, Galerie umělců, New Hope, Pensylvánie
- Art Performance Los Angeles, Somewhere in Art, Los Angeles
- Umělecké představení NYC, French Wink, New York
- Umělecké představení, BoConcept, New Jersey
- Umělecké představení, Galerie umělců, New Hope, Pensylvánie
- Umělecké představení, Galerie hudby a umění, Las Vegas
- Umělecké představení, BoConcept, New Jersey